# Hana Kordová Marvanová
Hana Kordová Marvanová (* 26. listopadu 1962 Rýmařov) je česká právnička, politička, která byla za komunistického režimu vězněna jako politická vězeňkyně. Od října 2022 působí jako senátorka za obvod č. 19 – Praha 11.
V letech 1990 až 1998 a opět 2002 až 2003 byla poslankyní České národní rady a Poslanecké sněmovny PČR za Občanské fórum, ODS a Unii svobody, v letech 2001 až 2002 předsedkyní US-DEU a v roce 2002 krátce místopředsedkyní Poslanecké sněmovny PČR. V roce 2014 krátce působila jako náměstkyně ministryně spravedlnosti ČR Heleny Válkové. V roce 2018 byla zvolena do zastupitelstva hlavního města Prahy jako nestranička za hnutí STAN, od listopadu 2018 do února 2023 zastávala pozici pražské radní pro legislativu, veřejnou správu a podporu bydlení. Od října 2022 působí jako senátorka (nestranička) za Spolu pro Prahu, od února 2023[zdroj⁠?!] působí za stejnou koalici jako zastupitelka hl. m. Prahy. 
Stala se zakladatelkou Nezávislého mírového sdružení, iniciativy Veřejnost proti korupci, platformy Vraťte nám stát a Svobodu médiím. Z pozice advokátky rozkrývala kauzy OKD, H-Systém, IPB, Nomura a další.

## Osobní život
Hana Kordová Marvanová je matkou tří synů. Bývalým partnerem a otcem prostředního z nich je aktivista Petr Cibulka. Je vdaná za Romana Kordu, zakladatele a spoluprovozovatele Divadélka Romaneto a spoluvydavatele titulů pro děti.

## Politické aktivity

### Aktivity před rokem 1989
Před rokem 1989 se angažovala v disentu. Vystudovala Právnickou fakultu Univerzity Karlovy v Praze. Patřila mezi zakladatele Nezávislého mírového sdružení. Dne 21. srpna 1988 byla zatčena za účast na demonstraci u příležitosti 20. výročí okupace Československa v roce 1968 a přípravu demonstrace k 70. výročí vzniku Československa, v březnu 1989 byla politicky odsouzena k trestu deseti měsíců odnětí svobody.

### Politické aktivity po roce 1989
Během sametové revoluce patřila mezi zakladatele Občanského fóra. V únoru 1990 se v rámci procesu kooptace do ČNR stala poslankyní České národní rady. Mandát obhájila krátce poté v řádných volbách v roce 1990 za Občanské fórum. Po jeho rozkladu přešla roku 1991 do Občanské demokratické strany. Za ni byla ve volbách v roce 1992 opětovně zvolena do České národní rady (volební obvod Praha). Zasedala v ústavněprávním výboru.
Od vzniku samostatné České republiky v lednu 1993 byla ČNR transformována na Poslaneckou sněmovnu Parlamentu České republiky. Zde obhájila mandát ve volbách v roce 1996. V letech 1992–1998 byla místopředsedkyní ústavněprávního výboru sněmovny, v letech 1996–1998 byla rovněž členkou mandátového a imunitního výboru. Po finančních skandálech ODS v roce 1997 z ní v lednu 1998 vystoupila a spolu s dalšími bývalými členy ODS založila Unii svobody (US). Od března do června 1998 byla místopředsedkyní jejího poslaneckého klubu. Ve volbách v roce 1998 do sněmovny nekandidovala. Reagovala tak na tendence uvnitř US, aby lidé, kteří se angažovali ve vysokých funkcích za ODS a nyní přešli do US, přenechali politickou iniciativu novým politikům. Na podzim ale byla v komunálních volbách roku 1998 zvolena za Unii svobody do zastupitelstva městské části Praha 2.
Na přelomu let 2000 a 2001 patřila spolu s Janem Rumlem mezi politiky, kteří aktivně i fyzickou přítomností podpořili stávkující televizní zaměstnance v rámci krize v České televizi.
V červnu 2001 se na 6. celorepublikovém shromáždění Unie svobody stala předsedkyní této strany (od ledna 2002 oficiálně Unie svobody-Demokratická unie), když porazila svého protikandidáta (Vladimír Mlynář). V té době byla Unie svobody součástí sdružení středopravých opozičních stran Čtyřkoalice. Již počátkem roku 2002 patřila v rámci Unie svobody k politikům, kteří odmítali pokračování spolupráce s lidovci v rámci Čtyřkoalice (transformované na Koalici). Předtím odmítala lidovecký tlak na vyškrtnutí ODA z Čtyřkoalice. Lidovci naopak odmítli její ideu, aby do voleb na kandidátní listiny byli nominovány i nestranické osobnosti vně politických stran. Před volbami v roce 2002 vyšel v erotickém časopise Hustler lživý článek, který obsahoval pomlouvačné informace z jejího osobního života. Souběžně s tím byl tento takzvaný hanopis na Hanu Marvanovou šířen i e-maily rozesílanými anonymně do redakcí českých médií.
Opětovně byla do Poslanecké sněmovny zvolena ve volbách v roce 2002 za Unii svobody, respektive za volební alianci Koalice (bývalá Čtyřkoalice). Od 16. července do 16. září 2002 působila jako místopředsedkyně Poslanecké sněmovny PČR. 23. září 2003 rezignovala na poslanecký mandát. Když ale po volbách Unie svobody zahájila koaliční jednání s ČSSD, Hana Marvanová rezignovala 4. července 2002 na post předsedkyně strany kvůli svému nesouhlasu s programovými ústupky sociálním demokratům. V rámci US-DEU následně postupovala samostatně a kriticky vůči nové vládě (vláda Vladimíra Špidly). Po povodních v létě roku 2002 odmítla ve sněmovně podpořit vyšší daně předkládané v rámci popovodňového balíčku, čímž způsobila jednu z prvních krizí koaliční vlády. Nepodpořila také volbu zástupce KSČM za místopředsedu sněmovny.

### Odchod z politiky
Po odchodu z vrcholné politiky v roce 2003 působí jako advokátka. Stále se ale veřejně vyjadřuje, stala se signatářkou iniciativy Veřejnost proti korupci, působí v platformě Vraťte nám stát a angažuje se v protikorupčních aktivitách. Prosazuje zřízení vyšetřovací komise za účasti veřejnosti ke kauze propojení politických elit a organizovaného zločinu.
V únoru 2014 ji ministryně spravedlnosti Helena Válková jmenovala svou 1. náměstkyní. Brzy se však mezi nimi objevily rozepře, s ministryní se neshodla například na snížení odměn advokátů či na jmenování některých soudních funkcionářů. Na začátku června 2014 se rozhodla na funkci náměstkyně rezignovat a vrátila se do advokacie.

### Návrat do politiky po roce 2018
Ve volbách do zastupitelstev obcí v Česku v roce 2018 kandidovala do zastupitelstva hlavního města Prahy jako osoba bez politické příslušnosti navržená politickým hnutím STAN na 2. místě kandidátní listiny subjektu TOP 09 a Starostové ve spolupráci s KDU-ČSL, LES a Demokraty Jana Kasla – „Spojené síly pro Prahu“. Mandát zastupitelky se jí podařilo získat se ziskem 79 006 hlasů, který byl nejvyšším v rámci celé kandidátní listiny Spojené síly pro Prahu a posunula se jím z 2. místa na kandidátní listině na 1. místo v pořadí zvolených zastupitelů volebního subjektu Spojené síly pro Prahu, a zároveň se jednalo o druhý nejvyšší počet obdržených hlasů ze všech kandidujících do zastupitelstva hlavního města Prahy ve volbách v roce 2018. Dne 15. listopadu 2018 byla zvolena radní hlavního města Prahy pro oblast legislativy, veřejné správy a podpory bydlení. Spoluzaložila Muzeum paměti XX. století, z. ú., kde je od roku 2019 předsedkyní správní rady.
Ve volbách do Senátu PČR v roce 2022 kandidovala za ODS v rámci koalice SPOLU (tj. ODS, KDU-ČSL a TOP 09) v obvodu č. 19 – Praha 11. V prvním kole vyhrála s podílem hlasů 39,02 %, a postoupila tak do druhého kola, v němž se utkala s kandidátem HPP 11, Zelených a hnutí SEN 21 Ladislavem Kosem. Ve druhém kole vyhrála poměrem hlasů 67,87 % : 32,12 % a stala se tak novou senátorkou.
V komunálních volbách v roce 2022 obhájila z pozice nestraníka za ODS na kandidátce koalice SPOLU (tj. ODS, TOP 09 a KDU-ČSL) post zastupitelky hlavního města Prahy s nejvyšším počtem hlasů v Praze. V únoru 2023 však skončila ve funkci radní města. Vzhledem k tomu, že v únoru 2023 nepodpořila v rámci hlasování na post primátora hlavního města Prahy Bohuslava Svobodu, vyloučil ji dne 17. února 2023 ze svých řad pražský zastupitelský klub koalice SPOLU.